# George Peacock
George Peacock   (Thornton Hall, 9 d'abril de 1791 - Pall Mall, 8 de novembre de 1858) fou un matemàtic i religiós anglès.

## Vida
Peacock, fill d'un ministre de l'església, ve ser enviat a estudiar pel seu pare a Richmond (Yorkshire) quan tenia disset anys. El 1809 va ingressar al Trinity College (Cambridge) com a becari. Al College va coincidir amb Herschel i Babbage amb els quals va fundar la Societat Analítica el 1812.
El 1813 es va graduar amb honors i l'any següent va ser escollit fellow del Trinity College en el qual seria, successivament tutor assistent, tutor titular (1823) i tutor principal (1835).
El 1837 va ser nomenat catedràtic (Lowndean professor) d'astronomia i geometria de la universitat de Cambridge, càrrec que va mantenir fins a la seva mort, malgrat les protestes d'alguns col·legues, ja que, a partir de 1839, va deixar de viure a Cambridge.
El 1839 va ser nomenat degà del capítol catedralici d'Ely (Cambridgeshire), a on es va traslladar a viure i sent el més ferm impulsor de la plena restauració de la seva catedral, joia de l'art gòtic.
La seva salut no havia sigut mai gaire bona, amb episodis constants de grip i bronquitis, que es van complicar encara més el 1858 amb un atac de disenteria. Va morir l'any següent. S'havia casat el 1847, però no va tenir fills.

## Obra
Peacock és considerat com el primer matemàtic en percebre l'àlgebra com una ciència abstracta hipotètic-deductiva. Ja el 1816, juntament amb els altres membres de la Societat Analítica, van fer una traducció del Traité du calcul differentiel et du calcul integral de Lacroix, cosa que el va convertir en un reformador dels estudis a la universitat, aspecte que continuarà durant tota la seva vida i no solament en el camp de les matemàtiques, sinó del ensenyament en general i d'altres aspectes de la vida pública.
En les seves dues obres principals, A treatise on Algebra (1830) i Report on the Recent Progress and Present State of Certain Branches of Analysis (1833), ressalta el contingut simbòlic de l'àlgebra, deixant clar que la seva naturalesa no és fruit d'un mer procés de generalització, sinó que és un procés formal, a través del qual es manipulen uns determinats símbols d'acord amb unes estrictes regles. Aquesta aproximació va despertar alguna reacció negativa com la de Hamilton, però, en definitiva, va ser la que va encetar el camí de la lògica simbòlica que es desenvoluparia en els anys següents de la mà de Augustus De Morgan i George Boole.